# Royal Pari Fútbol Club
Maillots
Actualités
Dernière mise à jour : 26 octobre 2024.
Le Royal Pari Fútbol Club est un club bolivien de football basé à Santa Cruz de la Sierra.

## Histoire
Le club fondé en 1993, participe depuis 2018 au championnat de Bolivie. Il termine à la 3e place du championnat dès sa première saison, ce qui lui permet de participer en 2019, pour la première fois, à la Copa Sudamericana.

## Palmarès
- Copa Simón Bolívar :
  - Vainqueur (1): 2017

- ACF Primera A :
  - Vice-champion (2): 2015 et 2017